# Ћазим Лукач
Ћазим Лукач (Рожаје, 16. октобар 1935) бивши је народни посланик, друштвено-политички радник СФРЈ, позоришни глумац, политичар, дисидент режима 90-их, професор и телеграфиста.
Био је народни посланик Социјалистичке Републике Црне Горе (1990—1991) и Републике Црне Горе (1991—1992). Док је био народни посланик открио је нелегалну депортацију избјеглица из Босне и Херцеговине коју су организовале црногорске власти и враћале их назад у ратом захваћене области. Дан након открића је сазвао ванредну сједницу Скупштине на којој је обелоданио тајну покицијску акцију, за говорницом Скупштине Црне Горе. Захваљујући њему депортација jе обустављена истог дана.
Веома млад почиње се бавити политиком. Са 19 година, постаје марксиста и левичар, и на основу препоруке војне команде улази у Савез Комуниста Југославије, и Градски комитет. Биће у партији све до 1989. године, када је оптужује за вођење катастрофалне политике. Напушта власт, и постаје народни посланик опозиционе СДА. Лукач ће од тада, током свог мандата у Црногорском парламенту, постати један од највећих отпадника тадашњег режима, заштитник муслиманског живља и противник рата на просторима бивше Југославије.

## Биографија

### Дјетињство и младост
Рођен је 16. октобра 1935. године у Рожајама. Био је пето од осморо дјеце у породици. Отац Хусо радио је у Рожајској дрвнопрерађивачкој фабрици “Горњи Ибар”. Мајка Ђуља је била домаћица. Након завршене основне школе, најстарији брат уписао га је у средњу машинско металску школу, смјер аутомеханичар, у Сарајеву. По завршетку школе, морао је да ради годину дана у градски саобраћајни превоз Сарајева, као други технички контролор. Убрзо је постао први технички контролор.

### Каснији Живот
По повратку са служења војног рока, примљен је у Савез комуниста Југославије, гдје је ангажован на локалним партијским функцијама. Бавио се разним пословима, као инструктор вожње ЈНА ауто јединице, шеф механизације у земљорадничкој задрузи гдје је био и предсједник задружног савјета и секретар партијске организације, управник аутотранспортног предузећа и професор у средњој стручној школи и гимназији. Поред тога, био је и председник радио-клуба у Рожајама. Положио је све испите на педагогији на Свеучилишту у Ријеци, али није дипломирао.* 
Након говора Милошевића на Газиместану напустио је Савез комуниста и учланио се у Странку демократске акције. Од 1990. године је народни посланик у Скупштини СР Црне Горе.

## Народни посланик

### Одузимање рожајске територије
Његово прво иступање у Скупштини Црне Горе односило се на одузимању великог дијела рожајске територије и припајању општини Иванград, садашње Беране. У дискусији је између осталог навео да је то прва промјена општинских граница у новијој историји Црне Горе, и да је то намјерно учињено да би се придобили гласачи из Берана; не би ли гласали за владајућу странку. Добацивали су му са клупа поједини посланици несувисле ријечи међу којима се нарочито истицао један посланик из владајуће странке који је све вријеме излагања викао: “Опа, опа“. Ћазим одговорио: „Нема ту, господине, никакво опа, да су ушли у вашу авлију и одузимали дио ње, не бисте се тако понашали.” Нико други, па чак ни Општинско руководство Рожаја, није реаговало на ову промјену граница која је остала до дана данашњег таква.* 

### Суживот Муслимана и Срба
У свим својим дискусијама Ћазим је настојао да афирмише суживот измећу Муслимана и Срба у Црној Гори. Желио је и борио се да сви живе у миру и слози. За Муслимане у Црној Гори наступило је изузетно тешко вријеме гдје је владао страх од физичког уништења, јер је ДПС тада био под великим утицајем Милошевића и његове политике. Да би заштитио Рожаје и његове становнике током периода рата на просторима бивше СФРЈ, истицао је позитивне случајеве суживота између Муслимана и оних који то нијесу. Као примјер је навео да су рожајски Муслимани дали велики прилог за изградњу цркве у Рожајама и да насеље Шуштери, које углавном насељавају Срби, због надморске висине морало напајати пумпама за воду. Ћазим Лукач је лично са својим ученицима копао канале за водоводне цијеви за то насеље.
На његово излагање дошао је демант  Скупштини у коме наводе да за новац који је дониран за цркву не би могли да купе ни бренце за црквено звоно. Као одговор на њихов демант Ћазим је послао допис који је штампала Побједа од црквеног Одбора за изградњу цркве у Рожајама гдје у наслову стоји; „МУСЛИМАНИ ГРАДЕ ЦРКВУ У РОЖАЈАМА“, гдје дословно пише да без прилога муслимана из Рожаја црква никад не би могла да буде изграђена. Прочитао је новински чланак у Скупштини и дао га на увид предсједнику Скупштине Ристу Вукчевићу. Све је ово истицао као позитиван примјер суживота са муслиманима да би умањио мржњу која је тада била јако испољена.

### Расправа са Бранком Костићем и Ристом Вукчевићем
Ћазим Лукач је једном приликом имао расправу са Бранком Костићем. Наиме, Костић је био одређен за црногорског представника у Предсједништву СФРЈ. Лукач је тада изашао за говорницу, у име демократске коалиције и казао да је тај предлог тотални промашај и да осликава једну црну страницу црногорске историје. Лукач изјављује:
„Нама су потребни голубови мира, да би се што прије смирили ратни сукоби на територији Босне и Херцеговине гдје се највећа борба води против муслимана. Да би ратни сукоби што прије престали требају нам голубови мира, а не ратни хушкачи као што је господин Костић, који јавно изјављује на митингу пред Скупштином Црне Горе, да не троше муницију пуцајући у ваздух, јер ће она требати за озбиљнију намјену. То је први разлог мог неслагања за Костићеву кандидатуру. Други разлог, не мање важан је тај, што је господин Костић у интервју у Борби од 18. фебруара текуће године (1991), дословно изјавио да су Муслимани и Црногорци измишљена нација и да практично не постоје. Нема републике у СФРЈ гдје нема Муслимана и то у већем броју. Ова изјава господина Костића алудира да би требало да нестанемо, да не постојимо“.
Приликом тог излагања прекинуо га је предсједник Скупштине Ристо Вукчевић који му се обратио са ријечима: “Имате ли ви за то доказе, господине Лукач, овдје и сада“? Одговорио му је да тренутно нема те податке, али цијела Црна Гора зна да је то истина, на шта му је Ристо Вукчевић одузео ријеч и назвао га лажовом. Будући, да су имали већину у Скупштини овај предлог је прошао. На тој сједници били су присутни предсједник РЦГ, Момир Булатовић и предсједник Владе Мило Ђукановић, који су гласно се смијући одобравали иступање Риста Вукчевића, затим је дата пауза.
За време паузе, клуб посланика СДА и супруге, књижевника Јеврема Брковића и Зувдије Хоџића су набавили примерак Борбе од 18. фебруара, унели га у салу упркос ометању скупштинског обезбјеђења, и доставили Лукачу. Након паузе, Лукач је захтевао да му се да реч и демантовао наводе Вукчевића, показујући дословну изјаву у листу где Костић наводи да су "Муслимани и Црногорци измишљена нација".
Ћазим Лукач је, послије паузе, тражио ријеч, али Ристо Вукчевић није то дозволио, на што је реаговао посланик Славко Перовић и казао да му по пословнику морају дати ријеч за реплику јер је, не само поменут, већ и нападнут и назван лажовом. Обратио се поново предсједнику Скупштине, честитати на избору Бранку Костићу, доказао да је говорио истину. На крају се обратио предсједнику Скупштине, и рекао да је дужан да штити сваког посланика од непримјерених ријечи, умјесто тога он га и сам назива лажовом.
Овог пута лица свих посланика који су сједили у првом реду била су јако озбиљна, међу којима, за разлику од претходног смијања, сада озбиљно сједе предсједник државе Момир Булатовић и предсједник Владе Мило Ђукановић. О овом догађају у скупштини опширно је писао Монитор, под насловом; „КО ЛАЖЕ У ПАРЛАМЕНТУ“.
Због тога што је предсједник скупштине, Ристо Вукчевић, назвао Ћазима лажовом, студенти предсједника Скупштине су му бојкотовали предавања и захтијевали да му се извини, што је он и урадио на идућој сједници, тај догађај је описала сва штампа у Црној Гори.

### Посјета Сарајеву
Приликом посјете делегације СДА Црне Горе Сарајеву 1991. године, Лукач је био један од делегата, изјављујући:
Понашате се као раздрагана дјеца која су добила играчку, па од радости, не мисле ни на шта друго, Сарајево је опкољено, и све непријатељске цијеви су усмјерене у њега, таксисти воде паметнију политику од вас, јер бирају људе које ће возити, који су, по њиховој оцјени храбри борци који ће бранити Сарајево.
Лукачево излагање није било најбоље прихваћено, микрофон му је био искључен у току обраћања, био је замало ухапшен, а био је и игнорисан од стране Алије Изетбеговића, са којим се знао од раније.

## Депортација Муслимана
"Они најодговорнији, који су знали за хапшења и депортацију, су били изложени великом ризику да се не сазна истина, гдје би се сво огорчење, протести и пријетње претходно упућене мени, сада окренуле према актерима овог злочина, гдје би се расправа наставила у Скупштини пред камерама и јавношћу ЦГ, гдје би морале бити расвијетљене све околности везане за хапшења, имена оних који су одобрили акцију, и све њене непосредне извршиоце, што би било погубно за владу и све државне органе, те проналазе мудро рјешење у прекиду рада Скупштине и дају паузу од 15 минута, позивајући посланике владајуће странке на састанак њиховог клуба који је трајао скоро шест сати."

### Пљевља
Странка СДА је отишла у Пљевља на сахрану мајке једног од посланика њихове странке, почетком јуна мјесеца 1992. Када су се враћали са гробља, једна жена их је у случајном сусрету, препознавши народног посланика,  обавијестила да црногорска полиција асистира босанској полицији у хапшењу избјеглица из Фоче. Лукач јој је обећао да ће говорити сјутра на сједници о томе, ако му је рекла истину.
Обавијестио је предсједника странке о томе што је дознао, па су потом пошли у Црвени крст да се тамо информишу о наводном хапшењу. Секретарица у Црвеном Крсту била је активисткиња странке СДА, па су прво питали њу, на шта је она одговорила да о томе ништа не зна, али да се цијелог јутра нешто дешава. Предсједник Црвеног крста се јако узбудио, када је чуо због чега су дошли. Демантовао је наводе о депортацији. Том приликом је Харуна, предсједника странке, почео хвалити да је он велики политичар и паметан човјек, да неће повјеровати у ове лажи. Рекао је да они не могу знати у чијим кућама се избјеглице сакривене без њиховог обавјештења. Предсједник је на крају додао да је Ћазим познати провокатор у Скупштини и да му не треба вјеровати.

### Скупштина
Пошли су за Титоград у путу су се препирали око тога да ли је ово истина или није. Харун је био потпуно убеђен да то није истина и да не треба да насједају на лажи некакве жене. Лукач је рекао да убеђен да је ово истина и да ће сјутра то на Скупштини јавно изнијети, на шта је Харун реаговао да то може изнијети само у своје лично име, а не у име странке и да ће се о томе изјаснити припадници демократске коалиције. Посланици су већином гласова одлучили да то може изјавити само у своје име. Једино су припадници Албанске странке били на његовој страни, јер свакако посланици не могу бити одговорни за оно што им је дојављено, према пословнику. Лукач је тада, под притиском, одлучио да ће то изнијети у своје име на Скупштини.
Када је сједница почела јавио се за ријеч и изашао за говорницу са ријечима:
“Поштоване колеге посланици, и сви остали који сте присутни у овој сали, морам вам саопштити податак који ће, сигуран сам, бити свима непријатан, да ће за многе бити невјероватан и да ће код свих поштених људи изазвати огорчење и протест, а то је: Наша полиција у Црној Гори хапси мушкарце, избјеглице из БиХ и предаје их јадне и немоћне, везаних руку џелатима од којих су побјегли. Да би спасили своје животе покушали су да потраже спас и уточиште код нас у Црној Гори, рачунајући на свету традицију црногорског народа по којој су, кроз своју вјековну историју били познати, по чојству и јунаштву, да бране себе од других и да бране друге од себе. Познати су многобројни свијетли примјери гдје су својим животима били спремни да бране и одбране оне који су код њих потражили спас и уточиште од својих прогонитеља. Јадни Марко Миљанов се преврће у гробу због Вашег јунаштва. Је ли ово то ваше чувено чојство? Је ли то образ Црне Горе? Је ли Влада која је све ово одобрила и организовала Влада црногорског народа који је поносно чувао ову традицију кроз вјекове као своју светињу".
У Скуштини су се чула реаговања посланика са својих мјеста, који су му упућивали погрдне ријечи називајући га највећим србомрсцем и да износи нешто што је немогуће да се десило у Црној Гори. Настала је гужва око говорнице, телевизијски пренос је прекинут. Један посланик из Комунистичке партије га је шчепао за крагну и изјавио да ће га голим рукама задавити ако се испостави да је истина то што прича, у супротном ће бацити партијску књижицу и никада неће закорачити у Скупштину опет. Онда су посланици из владајуће странке предложили да се формира скупштинска комисија са представницима свих странака која ће ово детаљно испитати. За предсједника комисије предложили су њега, да он лично поднесе валидан извјештаја Скупштини. У Скупштини је и даље владао хаос гдје су се међусобно посланици сукобљавали око депортације. Нису му дозволили да се врати на своје мјесто, већ су га опколили и многи су тражили хапшење за изношење лажи у Скупштини. Након доласка обезбјеђења дозволили су му да се врати на своје мјесто а Ристо Вукчевић је дао паузу од пола сата, која је трајала заправо 6 сати.

### Члан владе из САД
За вријеме трајања расправе у клубу ушла је једна средовјечна жена у клуб. Обратила се лично Ћазиму: „Господине Лукачу, ако сада прихватите одустајање од претходне комисије изгубићете много на свом имиџу и ова ће се читава ситуација замаглити и настојаће да се о овој депортацији више ништа не говори.“ Казала је између, осталог, да је сада свој извјештај доставила свом департменту, извадила је из ташне транзистор у коме је чуо свој говор са Скупштине, да га је пренијела дословно свим надлежним органима у САД-у. Министарство спољних послова САД сада засједа ванредно и мислим да ће донијети одлуку да се ова депортација хитно заустави, јер је то супротно свим међународним уговорима о Заштити људских права. Тада су сви схватили да је говорио истину и у клубу је настало опште одушевљење и радост. Након вишесатне паузе Скупштина је наставила рад и Ристо је изнио приједлог да Скупштина формира Странку за расељена лица чији ће предсједник бити др Асим Диздаревић а потпредсједник Ћазим Лукач, која ће се бавити проблемима расељених лица у Црној Гори.

### Формирање комисије
Скупштина је једногласно прихватила овај приједлог. Лукач је изјавио; „Према томе, Ви сте поништили претходну одлуку Скупштине, а формирали нову комисију.“ Одговорио је предсједник Скупштине да нема потребе за двије комисије и да ће се ова комисија бавити свим проблемима расељених лица, па и проблемима депортације. Скупштина је наставила рад по предложеном дневном реду, али се јасно могло уочити да су посланици владајуће странке били незадовољни. Из обезбјеђења је дошао један полицајац и савјетовао га је да ноћас не спава у хотелу, да је то исувише ризично, већ да тражи конак на било ком другом мјесту, при чему ме је понудио да, ако немам за то могућност, да провједе ноћ код њега, иако би га то могло коштати службе, а можда и затвора. На паузи је позвао Вађон Вјекослава, који је био главни сниматељ у Скупштини и поразговарао са њим о овој ситуацији. Стицајем околности, он се са Вјекославом познавао много раније јер је његов отац био шеф Столарије у Рожајама гдје су радили и Вјекослав и његов брат, па су се као младићи  много завољели и дружили се као браћа. Због тога је он предложио да ноћ проведе код њега, да изађе  на споредни излаз прије завршетка Скупштине и да ће га чекати његова супруга Љубица. Сјутра дан су отишао на Скупштину гдје је присуствовао до њеног краја, а онда га позвао др Асим Диздаревић и казао да има припремљен распоред обиласка свих општина у Црној Гори. У комисији су били предложени представници свих странака, али приликом обиласка општина нико од представника није се прикључио раду комисије осим посланика Мића Орландића. Приликом обиласка, нигдје није било ни ријечи о депортацији, сем што је Ћазим у свакој општини потенцирао искључиво ово питање и имао сам устаљена питања за све обиласке и то:
1)  Ко је вршио хапшење и депортацију
2)  По чијем налогу је вршено хапшење и депортација,
3)  Због које кривице су хапшени депортовани
4)  Гдје се они сада налазе
5)  Да ли су обезбеђени тамо гдје се сада налазе
Приликом овог обиласка о депортацији је само Ћазим говорио. У већини општина које су обишли одговорили су ми да они углавном о томе ништа не знају. У Пљевља су одговорили да су хапшења и депортацију вршили по налогу надлежног Министарства. Док су у Херцег Новом казали да је то државна тајна и да нису овлашћени о депортацији ништа да говоре.
О Овој депортацији се ћутало и до данашњег дана ћути, повремено се понешто о њој говорило, али Држава није по овом питању повела адекватну истрагу, тако да она, није у потпуности расвијетљена. Држава је са појединим члановима депортованих породица постигла вансудско поравнање, чиме је де фацто признала своју кривицу за депортацију, али се све на томе завршило. Ова депортација је заустављена након иступања Лукача у Скупштини; на захтјев међународних институција што му никада нису опростили, јер је акција требала да се настави у Бијелом Пољу, Плаву и Гусињу, Петњици, а да се заврши у Рожајама. У овим Општинама се налазио највећи број избјеглих лица која су спашена од депортације и хапшења захваљујући искључиво мом иступању у Скупштини.

## Угроженост живота
Током његовог политичког рада, био је много пута у животној опасности. У Скупштини су, послије говора о депортацији, посланици насрнули на њега дошавши до говорнице, физички га и вербално напавши, па је обезбјеђење морало да га спроведе до мјеста. На крају сједнице је изашао са задњег улаза, и то захваљујући помоћи једног Скупштинског сниматеља. Након напуштања СКЈ 1989. оптужен је за “државног непријатеља број један” и требао је бити ухапшен да се није појавило вишестраначје. Нападан је много пута на улици и другим јавним мјестима. Аутомобилом на тротоару, у Титограду, гдје је успио кроз живу ограду да побјегне и спасе се. Једном приликом са страначким колегама нападнут је од продавачица у робној кући, једва се спасава. Насртање групе младих особа удружених са полицајцем, у возу; када је одлучио да избјегне сукоб, иако је могао да поступи супротно, јер је био наоружан. Једини начин бекства је био прелазак преко ријеке. Једва избјегнуто хапшење у Сарајеву 1990. због упозоравања на рат у том граду. Када је слетио из Истанбула, на аеродрому у Београду аеродромско особље га је ударало књигама, из његовог кофера по глави, до губитка свијести.